# 马德里达诺斯
马德里达诺斯，是西班牙卡斯蒂利亚-莱昂萨莫拉省的一个市镇。 总面积32平方公里，总人口545人（2001年），人口密度17人/平方公里。